# فعال‌سازی نوترونی
فعال‌سازی نوترونی فرایندی است که در آن تابش نوترونی باعث ایجاد واپاشی هسته‌ای (رادیواکتیویته) در مواد می‌شود و هنگامی رخ می‌دهد که هستهٔ اتم نوترون‌های آزاد را گیر انداخته، سنگین‌تر شده و وارد حالت برانگیخته می‌گردد. هسته‌های برانگیخته بلافاصله با انتشار پرتوی گاما یا ذراتی مانند ذرات بتا، ذرات آلفا، محصولات شکافت و نوترون‌ها (در شکافت هسته‌ای)، واپاشیده می‌شوند؛ بنابراین فرایند گیراندازی نوترون، حتی پس از هرگونه واپاشی میانی، معمولاً منجر به تشکیل محصولِ فعال‌سازیِ ناپایدار می‌گردد. این هسته‌های رادیواکتیو می‌توانند نیمه‌عمری به کوچکی کسری از ثانیه یا به بزرگی چندین سال داشته باشند.